# BQ Большой Медведицы
BQ Большой Медведицы (лат. BQ Ursae Majoris) — двойная затменная переменная звезда типа Алголя (EA) в созвездии Большой Медведицы на расстоянии приблизительно 5159 световых лет (около 1582 парсеков) от Солнца. Видимая звёздная величина звезды — от +15,9m до +13,5m. Орбитальный период — около 2,3215 суток.